# Geaya monticola
Geaya monticola is een hooiwagen uit de familie Sclerosomatidae.